# Archivos de Marburgo

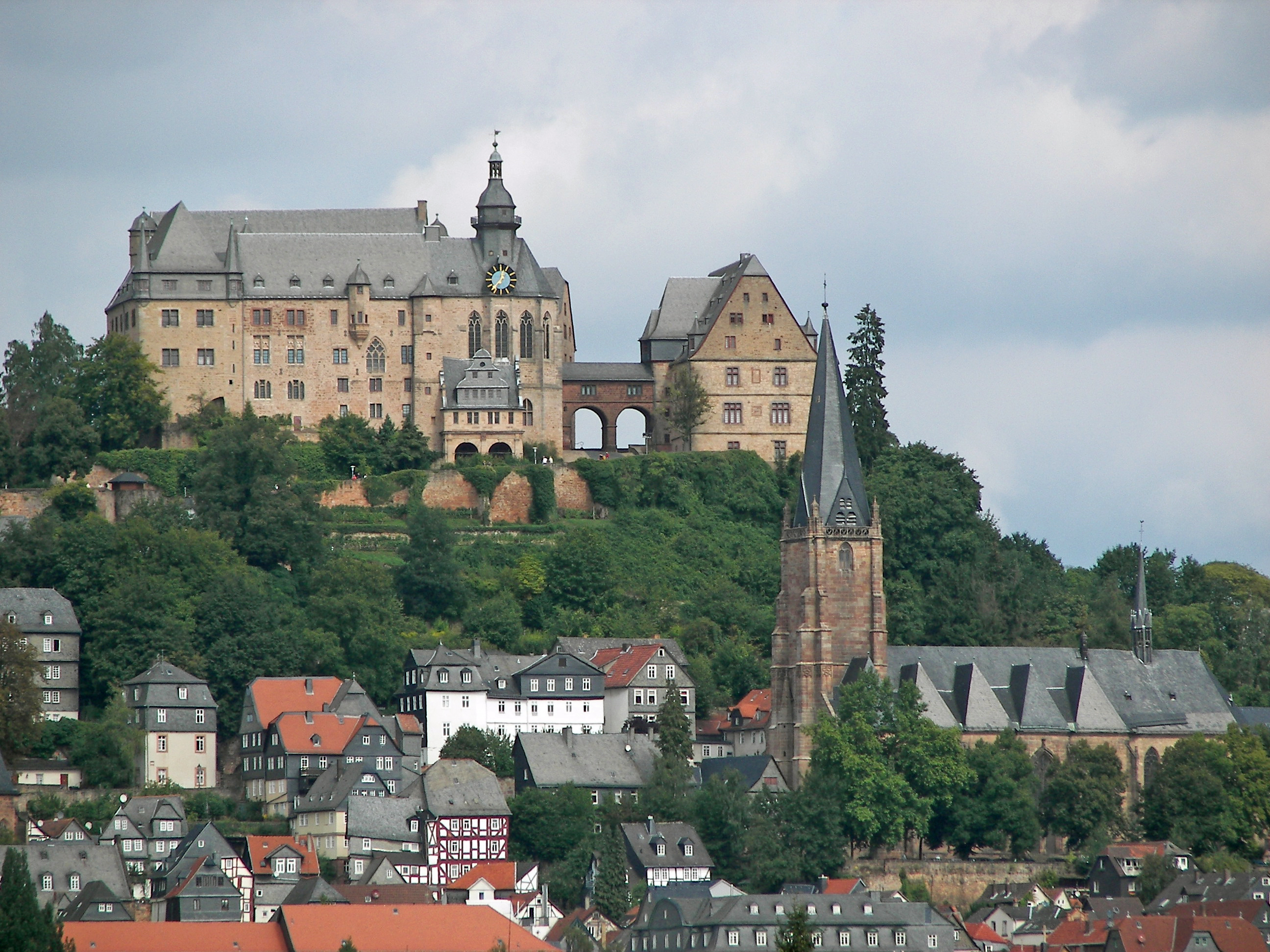
Vistas del castillo de Marburgo.

Los Archivos de Marburgo, también conocidos como Archivos de Windsor o Archivos del Duque de Windsor, son una serie de archivos documentales, clasificados como alto secreto, del Ministerio de Relaciones Exteriores del Reino Unido, descubiertos por las tropas estadounidenses en mayo de 1945 en Alemania, poco después de la caída del Tercer Reich, cerca de las montañas de Harz, y compilados en el castillo de Marburgo (Hesse).

## Descubrimiento
Mientras las tropas estadounidenses viajaban por las afueras de Degenershausen Estate, encontraron un gran número de vehículos militares alemanes abandonados y destruidos esparcidos por las carreteras secundarias, algunos con varios archivos del gobierno alemán nazi. El primer teniente David D. Silberberg descubrió inicialmente documentos firmados por el ministro de Relaciones Exteriores de la Alemania nazi, Joachim von Ribbentrop, y regresó a Degenershausen para profundizar en los antecedentes de sus hallazgos. Después de ser informado de las ubicaciones de la casa Meisdorf y el castillo de Marburg, escoltó a los oficiales de inteligencia a los sitios donde se descubrieron varios elementos. Durante este tiempo, las tropas estadounidenses arrestaron a un soldado alemán llamado Karl von Loesch, asistente del traductor personal de Hitler, Paul-Otto Schmidt, cuando se retiraba de Treffurt, cerca de Eisenach. Schmidt le había ordenado que destruyera todos los documentos de alto secreto que había guardado en archivos. Von Loesch destruyó a la mayoría, pero en privado decidió quedarse con algunos y los enterró en los terrenos cerca de las afueras de Marburgo. Posteriormente fue presentado por casualidad al teniente coronel R. C. Thomson, jefe del equipo de documentos británico, y se ofreció a llevar al equipo de Thomson a la ubicación de la correspondencia enterrada a cambio de inmunidad.
Alrededor de 400 toneladas de material fueron exhumadas por el ejército de los Estados Unidos antes de ser transportadas al castillo de Marburgo para su revisión. Tras la inspección, al menos sesenta documentos parecían contener correspondencia entre el duque de Windsor y el alto mando nazi-alemán. Los diplomáticos estadounidenses examinaron el contenido antes de transmitir una mezcla de borradores originales y réplicas al gobierno británico. El primer ministro Winston Churchill discutió los archivos con el rey Jorge VI, quien insistió en que se suprimieran y nunca se divulgaran al público. La colección completa se envió al Reino Unido en 1948 y se alojó en Whaddon Hall (Buckinghamshire).

## Contenido
Se alega que los documentos de correspondencia descubiertos detallaron un complot de los nazis, titulado Operación Willi y orquestado en 1940, para persuadir al duque de Windsor de unirse oficialmente a los nazis y trasladarlo a Alemania en un intento por atraer al Reino Unido a las negociaciones de paz. Proponía convencer al duque de un complot falso del rey Jorge VI y el primer ministro Winston Churchill para que lo asesinaran a su llegada a las Bahamas, y conspirar con él para organizar un secuestro con la esperanza de chantajear a la monarquía y al Reino Unido para que se rindieran. También se alegó que los documentos mostraban la posibilidad del plan de los nazis de reinstalar al duque como rey, mientras que también reconocían oficialmente a su esposa, Wallis, como reina, a cambio de que las fuerzas nazis tuvieran libertad de movimiento en Europa.
Documentos considerados los más condenatorios para la familia real se encuentran entre sus comunicaciones finales con los nazis antes de su partida a las Bahamas, en las que se ha alegado que el duque alentó implacables ataques con bombas contra el Reino Unido en un intento por obligar al gobierno británico a comenzar negociaciones de paz. No se cree que haya ninguna forma de evidencia de que el duque aceptara los términos ofrecidos por los nazis en un intento por cooperar con la Operación Willi, y los historiadores afirman que inicialmente estaba más impresionado por el aliento que recibió del gobierno británico de convertirse en gobernador de las Bahamas, pero se alega que algunos documentos confirman que simpatizaba con sus ideologías.

## Liberación de los papeles
Historiadores británicos, franceses y estadounidenses inicialmente acordaron trabajar juntos a partir de 1946 con la esperanza de publicar solo los documentos que consideraban esenciales. Un pequeño lote fue liberado en 1954, antes de que todo el volumen fuera forzado a publicarse en 1957 con más archivos publicados en 1996 en la Oficina de Registro Público en Kew. Se informó que la publicación de los archivos causó una molestia considerable al duque.

## En la cultura popular
Los archivos de Marburgo son el tema principal y el foco del episodio "Vergangenheit" (2X06), de la segunda temporada de la serie de televisión de Netflix The Crown, que describe la revisión inicial de los documentos por parte de la reina Isabel II del Reino Unido, interpretada por Claire Foy. La directora del episodio, Philippa Lowthorpe, declaró que se utilizaron réplicas de archivos genuinos durante el rodaje. A pesar de confirmar que la reina Isabel condenó a su tío, el duque, el historiador Hugo Vickers ha sugerido que el episodio dio una falsa implicación de que el duque fue desterrado de la familia real tras la liberación de dichos archivos. Permaneció en contacto con su familia y continuaron las apariciones públicas.